# NGC 2149
NGC 2149 (другое обозначение — VDB 66) — отражательная туманность в созвездии Единорога. Открыта Эдуаром Стефаном в 1877 году. Находится на расстоянии 830 парсек от Земли, излучает эмиссионные линии 13CO и является областью звездообразования. Туманность располагается перед углеродной звездой IRAS 05373-0810, и, вероятно, излучает в эмиссионных линиях SiO, которые накладываются на спектр звезды.
Этот объект входит в число перечисленных в оригинальной редакции «Нового общего каталога».